# Ronde van Vlaanderen 1983
De 67ste editie van de Ronde van Vlaanderen werd verreden op 3 april 1983 over een afstand van 272 km van Sint-Niklaas naar Meerbeke. De gemiddelde uursnelheid van de winnaar was 41,061 km/h. Van de 188 vertrekkers bereikten er 38 de aankomst.
Op de Oude Kwaremont neemt ploeg Post van de Raleigh de wedstrijd in handen, op de Koppenberg komt Jan Raas eerst boven voor Phil Anderson en ook zo op Taaienberg. Het duo wordt ingehaald met nog 105 km te rijden door Pollentier, Duclos-Lasalle, Sergeant, Haghedooren, Nulens en twee ploegmaats van Raas; Van der Velde en Peeters. De andere ploegmaats doen afstopwerk in de achtervolgende groep met nog Fons De Wolf, Kuiper, Moser en co. Zij verliezen steeds meer terrein en alleen Luc Colyn zal met een knappe achtervolging vanop de Molenberg, voor eerst in parcours van de Ronde, bij de leiders komen. Intussen is Duclos-Lasalle vooraan weggevallen door een val zonder erg. Op de Muur waar Raas tempo voert hebben de 9 leiders al 5 minuten voorsprong. Op 20km van finish springt Jan Raas weg en de achtervolgers als Anderson en Sergeant doen sporadisch een tegenaanval die door Ludo Peeters wordt gesmoord. Met meer dan een minuut winst wint de Zeeuw zijn tweede Ronde in vier jaar.

## Hellingen
| - Oude Kwaremont - Koppenberg - Taaienberg - Berg ten Houte | - Eikenberg - Volkegemberg - Varent - Molenberg | - Berendries - Pijpketel - Muur-Kapelmuur - Bosberg |

## Uitslag
| Rang | Renner              | Land      | Ploeg                 | Tijd     |
| ---- | ------------------- | --------- | --------------------- | -------- |
| 1    | Jan Raas            | Nederland | Ti-Raleigh-Campagnolo | 6h37'27" |
| 2    | Ludo Peeters        | België    | Ti-Raleigh-Campagnolo | op 1'30" |
| 3    | Marc Sergeant       | België    | Europ Decor           | z.t.     |
| 4    | Luc Colyn           | België    | Fangio                | z.t.     |
| 5    | Guy Nulens          | België    | J. Aernoudt-Rossin    | z.t.     |
| 6    | Paul Haghedooren    | België    | Euro Shop             | z.t.     |
| 7    | Michel Pollentier   | België    | Safir-Van De Ven      | z.t.     |
| 8    | Johan van der Velde | Nederland | Ti-Raleigh-Campagnolo | z.t.     |
| 9    | Phil Anderson       | Australië | Peugeot-Shell         | z.t.     |
| 10   | Jan Bogaert         | België    | Europ Decor           | op 6'22" |

1913 · 
1914 · 
1915 · 
1916 · 
1917 · 
1918 · 
1919 · 
1920 · 
1921 · 
1922 · 
1923 · 
1924 · 
1925 · 
1926 · 
1927 · 
1928 · 
1929 · 
1930 · 
1931 · 
1932 · 
1933 · 
1934 · 
1935 · 
1936 · 
1937 · 
1938 · 
1939 · 
1940 · 
1941 · 
1942 · 
1943 · 
1944 · 
1945 · 
1946 · 
1947 · 
1948 · 
1949 · 
1950 · 
1951 · 
1952 · 
1953 · 
1954 · 
1955 · 
1956 · 
1957 · 
1958 · 
1959 · 
1960 · 
1961 · 
1962 · 
1963 · 
1964 · 
1965 · 
1966 · 
1967 · 
1968 · 
1969 · 
1970 · 
1971 · 
1972 · 
1973 · 
1974 · 
1975 · 
1976 · 
1977 · 
1978 · 
1979 · 
1980 · 
1981 · 
1982 · 
1983 · 
1984 · 
1985 · 
1986 · 
1987 · 
1988 · 
1989 · 
1990 · 
1991 · 
1992 · 
1993 · 
1994 · 
1995 · 
1996 · 
1997 · 
1998 · 
1999 · 
2000 · 
2001 · 
2002 · 
2003 · 
2004 · 
2005 · 
2006 · 
2007 · 
2008 · 
2009 · 
2010 · 
2011 · 
2012 · 
2013 · 
2014 · 
2015 · 
2016 · 
2017 · 
2018 · 
2019 · 
2020 · 
2021 · 
2022 · 
2023 · 
2024
Lijst van beklimmingen